# Carolina Hurricanes
Carolina Hurricanes este o echipă profesionistă de hochei pe gheață, bazată în Raleigh, Carolina de Nord, care face parte din Divizia Metropolitană a Conferinței de Est a LNH. Franciza a fost fondată sub denumirea New England Whalers în anul 1971 și a fost membră a World Hockey Association (WHA) până în anul 1979, când a aderat la NHL, schimbându-și numele în Hartford Whalers. În 1997 echipa a fost mutată în Carolina de Nord. Cel mai mare succes l-a înregistrat în anul 2006, când a câștigat finala Cupei Stanley, disputată împotriva lui Edmonton Oilers.

## Lista sezoanelor
| Câștigători ai Cupei Stanley | Trofeul Prince of Wales | Campioni de divizie |

| Sezon     | Conferința | Divizia      | Sezon regular                       | Sezon regular                       | Sezon regular                       | Sezon regular                       | Sezon regular                       | Sezon regular                       | Sezon regular                       | Sezon regular                       | Sezon regular                       | Sezon regular                       | Play-off                            | Play-off                            | Play-off                            | Play-off                            | Play-off                            | Play-off |
| Sezon     | Conferința | Divizia      | Loc Div.                            | Loc Conf.                           | M                                   | V                                   | Î                                   | E                                   | OT                                  | Pct                                 | GM                                  | GP                                  | M                                   | V                                   | Î                                   | GM                                  | GP                                  | Rezultat |
| --------- | ---------- | ------------ | ----------------------------------- | ----------------------------------- | ----------------------------------- | ----------------------------------- | ----------------------------------- | ----------------------------------- | ----------------------------------- | ----------------------------------- | ----------------------------------- | ----------------------------------- | ----------------------------------- | ----------------------------------- | ----------------------------------- | ----------------------------------- | ----------------------------------- | --- |
| 1997–98   | Eastern    | Northeast    | 6                                   | 9                                   | 82                                  | 33                                  | 41                                  | 8                                   | —                                   | 74                                  | 200                                 | 219                                 | Nu s-a calificat                    | Nu s-a calificat                    | Nu s-a calificat                    | Nu s-a calificat                    | Nu s-a calificat                    | Nu s-a calificat |
| 1998–99   | Eastern    | Southeast    | 1                                   | 3                                   | 82                                  | 34                                  | 30                                  | 18                                  | —                                   | 86                                  | 210                                 | 202                                 | 6                                   | 2                                   | 4                                   | 8                                   | 18                                  | Eliminată în sferturi de conferință, 2–4 (Boston Bruins) |
| 1999–2000 | Eastern    | Southeast    | 3                                   | 9                                   | 82                                  | 37                                  | 35                                  | 10                                  | —                                   | 84                                  | 217                                 | 216                                 | Nu s-a calificat                    | Nu s-a calificat                    | Nu s-a calificat                    | Nu s-a calificat                    | Nu s-a calificat                    | Nu s-a calificat |
| 2000–01   | Eastern    | Southeast    | 2                                   | 8                                   | 82                                  | 38                                  | 32                                  | 9                                   | 3                                   | 88                                  | 212                                 | 225                                 | 6                                   | 2                                   | 4                                   | 8                                   | 20                                  | Eliminată în sferturi de conferință, 2–4 (New Jersey Devils) |
| 2001–02   | Eastern    | Southeast    | 1                                   | 3                                   | 82                                  | 35                                  | 26                                  | 16                                  | 5                                   | 91                                  | 217                                 | 217                                 | 23                                  | 13                                  | 10                                  | 47                                  | 43                                  | A câștigat în sferturi de conferință, 4–2 (New Jersey Devils) A câștigat în semifinală de conferință, 4–2 (Montreal Canadiens) A câștigat finala conferinței, 4–2 (Toronto Maple Leafs) A pierdut în finala Cupei Stanley, 1–4 (Detroit Red Wings) |
| 2002–03   | Eastern    | Southeast    | 5                                   | 15                                  | 82                                  | 22                                  | 43                                  | 11                                  | 6                                   | 61                                  | 171                                 | 240                                 | Nu s-a calificat                    | Nu s-a calificat                    | Nu s-a calificat                    | Nu s-a calificat                    | Nu s-a calificat                    | Nu s-a calificat |
| 2003–04   | Eastern    | Southeast    | 3                                   | 11                                  | 82                                  | 28                                  | 34                                  | 14                                  | 6                                   | 76                                  | 172                                 | 209                                 | Nu s-a calificat                    | Nu s-a calificat                    | Nu s-a calificat                    | Nu s-a calificat                    | Nu s-a calificat                    | Nu s-a calificat |
| 2004–05   | Eastern    | Southeast    | Sezon anulat din cauza lockout-ului | Sezon anulat din cauza lockout-ului | Sezon anulat din cauza lockout-ului | Sezon anulat din cauza lockout-ului | Sezon anulat din cauza lockout-ului | Sezon anulat din cauza lockout-ului | Sezon anulat din cauza lockout-ului | Sezon anulat din cauza lockout-ului | Sezon anulat din cauza lockout-ului | Sezon anulat din cauza lockout-ului | Sezon anulat din cauza lockout-ului | Sezon anulat din cauza lockout-ului | Sezon anulat din cauza lockout-ului | Sezon anulat din cauza lockout-ului | Sezon anulat din cauza lockout-ului | Sezon anulat din cauza lockout-ului |
| 2005–06   | Eastern    | Southeast    | 1                                   | 2                                   | 82                                  | 52                                  | 22                                  | —                                   | 8                                   | 112                                 | 294                                 | 260                                 | 25                                  | 16                                  | 9                                   | 73                                  | 60                                  | A câștigat în sferturi de conferință, 4–2 (Montreal Canadiens) A câștigat în semifinală de conferință, 4–1 (New Jersey Devils) A câștigat finala conferinței, 4–3 (Buffalo Sabres) A câștigat finala Cupei Stanley, 4–3 (Edmonton Oilers)          |
| 2006–07   | Eastern    | Southeast    | 3                                   | 11                                  | 82                                  | 40                                  | 34                                  | —                                   | 8                                   | 88                                  | 241                                 | 253                                 | Nu s-a calificat                    | Nu s-a calificat                    | Nu s-a calificat                    | Nu s-a calificat                    | Nu s-a calificat                    | Nu s-a calificat |
| 2007–08   | Eastern    | Southeast    | 2                                   | 9                                   | 82                                  | 43                                  | 33                                  | —                                   | 6                                   | 92                                  | 252                                 | 249                                 | Nu s-a calificat                    | Nu s-a calificat                    | Nu s-a calificat                    | Nu s-a calificat                    | Nu s-a calificat                    | Nu s-a calificat |
| 2008–09   | Eastern    | Southeast    | 2                                   | 6                                   | 82                                  | 45                                  | 30                                  | —                                   | 7                                   | 97                                  | 239                                 | 226                                 | 18                                  | 8                                   | 10                                  | 42                                  | 50                                  | A câștigat în sferturi de conferință, 4–3 (New Jersey Devils) A câștigat în semifinală de conferință, 4–3 (Boston Bruins ) A pierdut în finala conferinței, 0–4 (Pittsburgh Penguins)                                                              |
| 2009–10   | Eastern    | Southeast    | 3                                   | 11                                  | 82                                  | 35                                  | 37                                  | —                                   | 10                                  | 80                                  | 230                                 | 256                                 | Nu s-a calificat                    | Nu s-a calificat                    | Nu s-a calificat                    | Nu s-a calificat                    | Nu s-a calificat                    | Nu s-a calificat |
| 2010–11   | Eastern    | Southeast    | 3                                   | 9                                   | 82                                  | 40                                  | 31                                  | —                                   | 11                                  | 91                                  | 236                                 | 239                                 | Nu s-a calificat                    | Nu s-a calificat                    | Nu s-a calificat                    | Nu s-a calificat                    | Nu s-a calificat                    | Nu s-a calificat |
| 2011–12   | Eastern    | Southeast    | 5                                   | 12                                  | 82                                  | 33                                  | 33                                  | —                                   | 16                                  | 82                                  | 213                                 | 243                                 | Nu s-a calificat                    | Nu s-a calificat                    | Nu s-a calificat                    | Nu s-a calificat                    | Nu s-a calificat                    | Nu s-a calificat |
| 2012–13   | Eastern    | Southeast    | 3                                   | 13                                  | 48                                  | 19                                  | 25                                  | —                                   | 4                                   | 42                                  | 128                                 | 160                                 | Nu s-a calificat                    | Nu s-a calificat                    | Nu s-a calificat                    | Nu s-a calificat                    | Nu s-a calificat                    | Nu s-a calificat |
| 2013–14   | Eastern    | Metropolitan | 7                                   | 13                                  | 82                                  | 36                                  | 35                                  | —                                   | 11                                  | 83                                  | 201                                 | 225                                 | Nu s-a calificat                    | Nu s-a calificat                    | Nu s-a calificat                    | Nu s-a calificat                    | Nu s-a calificat                    | Nu s-a calificat |
| 2014–15   | Eastern    | Metropolitan | 8                                   | 14                                  | 82                                  | 30                                  | 41                                  | —                                   | 11                                  | 71                                  | 188                                 | 226                                 | Nu s-a calificat                    | Nu s-a calificat                    | Nu s-a calificat                    | Nu s-a calificat                    | Nu s-a calificat                    | Nu s-a calificat |
| Total     | Total      | Total        | Total                               | Total                               | 1278                                | 570                                 | 521                                 | 86                                  | 101                                 | 1327                                | 3433                                | 3639                                | 78                                  | 41                                  | 37                                  | 122                                 | 141                                 | 5 calificări în play-off |